# 辽阳电视台新闻综合频道
辽阳电视台新闻综合频道创办于1985年5月，前称“辽阳电视台”，2002年4月，与辽阳有线电视台、辽阳教育电视台进行整合，改为“辽阳电视台新闻综合频道”2010年改为辽阳广播电视台新闻综合频道。通过电视7频道覆盖辽阳以及周边地区。

## 主要节目
- 辽阳新闻
- 走进新农村
- 法在身边
- 劳动•就业
- 周末赛场